# FH Oberösterreich
Die FH Oberösterreich ist eine Fachhochschule, die Mitte 1993 gegründet wurde und derweil an vier Standorten in Oberösterreich (Hagenberg, Linz, Steyr und Wels) Studiengänge betreibt. Im Studienjahr 2019/20 waren 5.839 Studierende immatrikuliert und es gab insgesamt 68 Studiengänge, davon 31 Bachelor- und 37 Masterstudiengänge.

## Organisation
Der Träger der Fachhochschule ist privatrechtlich organisiert: die FH Oberösterreich Studienbetriebs GmbH und die 100-%-Mutter FH OÖ Management GmbH, die operative Führungsaufgaben wahrnimmt, jeweils mit Sitz in Wels. Unter der Holding der Management GmbH sind außerdem die Tochtergesellschaften für Forschung (FH OÖ Forschungs & Entwicklungs GmbH) sowie für Infrastruktur (FH OÖ Immobilien GmbH) angesiedelt. Sie gehört zu je 0,5 % den Standortgemeinden Stadt Linz, Stadt Steyr, Stadt Wels und Marktgemeinde Hagenberg. 98 % trägt die OÖ Innovationsholding GmbH, die Landesträgerorganisation für Bildung und Forschung, die zur OÖ Landesholding GmbH gehört, in der alle privatwirtschaftlichen Beteiligungen des Landes Oberösterreich zusammengefasst sind.
Der FH OÖ Campus Hagenberg ist außerdem eine Regionalstelle des TeleTrusT Bundesverbandes IT-Sicherheit e. V.

## Geschichte und Entwicklung
Die FH Oberösterreich wurde am 22. Juni 1993 gegründet. Das Land Oberösterreich, die Stadt Wels und die Marktgemeinde Hagenberg wurden als Mitglieder des Trägervereins zur Vorbereitung der Errichtung, Erhaltung und des Betriebs von Fachhochschul-Studiengängen in Oberösterreich bestimmt. Im selben Jahr begann der erste Ergänzungslehrgang für Techniker. 1994 begannen die ersten zwei Studiengänge „Automatisierte Anlagen- und Prozesstechnik“ (AAPT) in Wels und „Software Engineering“ (SE) in Hagenberg. Ein Jahr später wurde der erste Studiengang „Produktion und Management“ in Steyr eröffnet. Im gleichen Zuge wurde die Stadt Steyr als viertes Mitglied des Trägervereins anerkannt. Der Campus in Hagenberg stellte 1996 seinen zweiten Studiengang „Medientechnik und -design“ vor. 1998 wurde der berufsbegleitende FH-Studiengang „Mechatronik Wirtschaft“ in Wels eingeführt.
Im Jahr 2000 eröffnete der Campus Hagenberg ein neues Fakultätsgebäude. Ein Jahr später änderte sich die Strukturform mit der Gründung der „FH OÖ Holding GmbH“ (ab 2003 FH OÖ Management GmbH) am 6. Februar und der „FH OÖ Immobilien GmbH“ am 14. November. Die Gründung der „FH OÖ Forschungs- und Entwicklungs GmbH“ sowie der „FH OÖ Studienbetriebs GmbH“ erfolgte 2003. 2005 wurden neue FH-Gebäude in Hagenberg, Linz, Steyr und Wels eröffnet, welche vom Land OÖ finanziert wurden. 2007 begannen die Vorbereitungen auf die institutionelle Evaluierung 2008. Im Kerninteresse der Vorbereitung stand die strukturelle und organisatorische Vernetzung der vier Fakultäten und die Aufbauorganisation der FH Oberösterreich um die Organisationseinheiten „Dekan“ und „Wissenschaftliche Leitung“.
2011 startete das erste Master-Studium, das gemeinsam von der JKU Linz und der FH OÖ Fakultät für Management Steyr durchgeführt wird, Digital Business Management (DBM). Am Campus Hagenberg der FH Oberösterreich wurde 2012 nach zirka einem Jahr Bauzeit das neue Gebäude FH3, auch „FH Research Center“ genannt, eröffnet. Die Investitionen für den 3.400-m²-Neubau beliefen sich auf rund 6 Millionen Euro. 2016 startete das erste duale FH OÖ-Masterstudium „Automotive Mechatronics and Management“ in Wels, welches es den Studierenden ermöglicht, bereits während des Studiums einer fachspezifischen Teilzeitbeschäftigung in einem Partnerunternehmen nachzugehen.
Seit 2018 bietet die FH speziell für Mitarbeiter der oberösterreichischen Industrie über die Akademie für Weiterbildung eine modulare, berufsbegleitende Weiterbildung in den Bereichen Digitale Transformation und Industrie 4.0 an.
2019 wurde ein drittes Gebäude mit 4.500 m² am Campus Steyr eröffnet. Das neue Gebäude soll unter anderem Platz für die Bibliothek und Infrastruktur für Forschungsgruppen schaffen. In Summe umfasst der FH OÖ Campus Steyr damit 13.300 m² Fläche. In Wels wurde 2019 das neue FH OÖ Management-Gebäude mit rund 2.800 m² Nutzfläche in der Roseggerstraße 15 fertiggestellt.
Seit 2019 gibt es das Center of Lifelong Learning (CoL³), welches an die Akademie für Weiterbildung mit den bestehenden Angeboten wie Studienbefähigungslehrgänge, akademische Lehrgänge, Zertifikate sowie Module anknüpft. Neu dazu kommen MBA-Lehrgänge für FH OÖ Absolventen.

## Standorte

### FH OÖ Campus Hagenberg

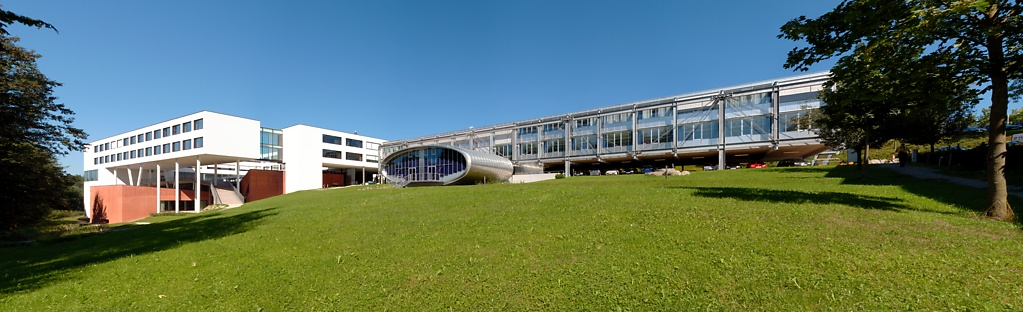
FH OÖ Campus Hagenberg

Der FH OÖ Campus Hagenberg ist Sitz der Fakultät für Informatik, Kommunikation und Medien, an der folgende Studiengänge laufen:
Bachelor-Studiengänge: Artificial Intelligence Solutions, Automotive Computing, Design of Digital Products, Digital Arts, Hardware-Software-Design, Kommunikation/Wissen/Medien, Medientechnik und -design, Medizin- und Bioinformatik, Mobile Computing, Sichere Informationssysteme sowie Software Engineering
Master-Studiengänge: Data Science und Engineering, Digital Arts, Embedded Systems Design, Energy Informatics, Human-Centered Computing, Information Engineering und -Management, Information Security Management, Interactive Media, Kommunikation/Wissen/Medien, Mobile Computing, Sichere Informationssysteme sowie Software Engineering

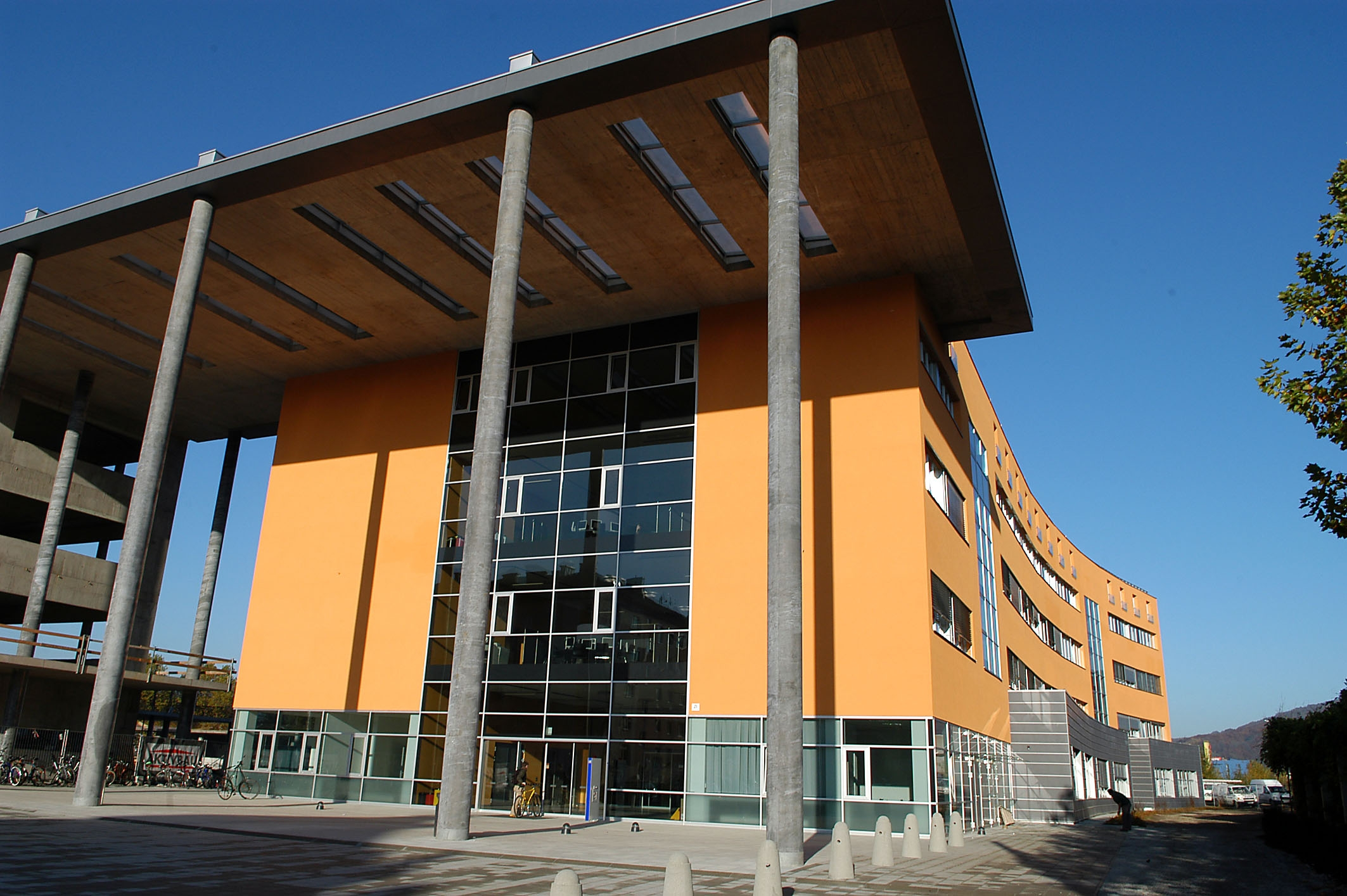
FH OÖ Campus Linz

### FH OÖ Campus Linz
Der FH OÖ Campus Linz ist Sitz der Fakultät für Medizintechnik und Angewandte Sozialwissenschaften, an der folgende Studiengänge laufen:
Bachelor-Studiengänge: Medizintechnik, Sozial- und Verwaltungsmanagement sowie Soziale Arbeit
Master-Studiengänge: Applied Technologies for Medical Diagnostics, Gesundheits-, Sozial- und Public Management, Medical Engineering sowie Soziale Arbeit

### FH OÖ Campus Steyr

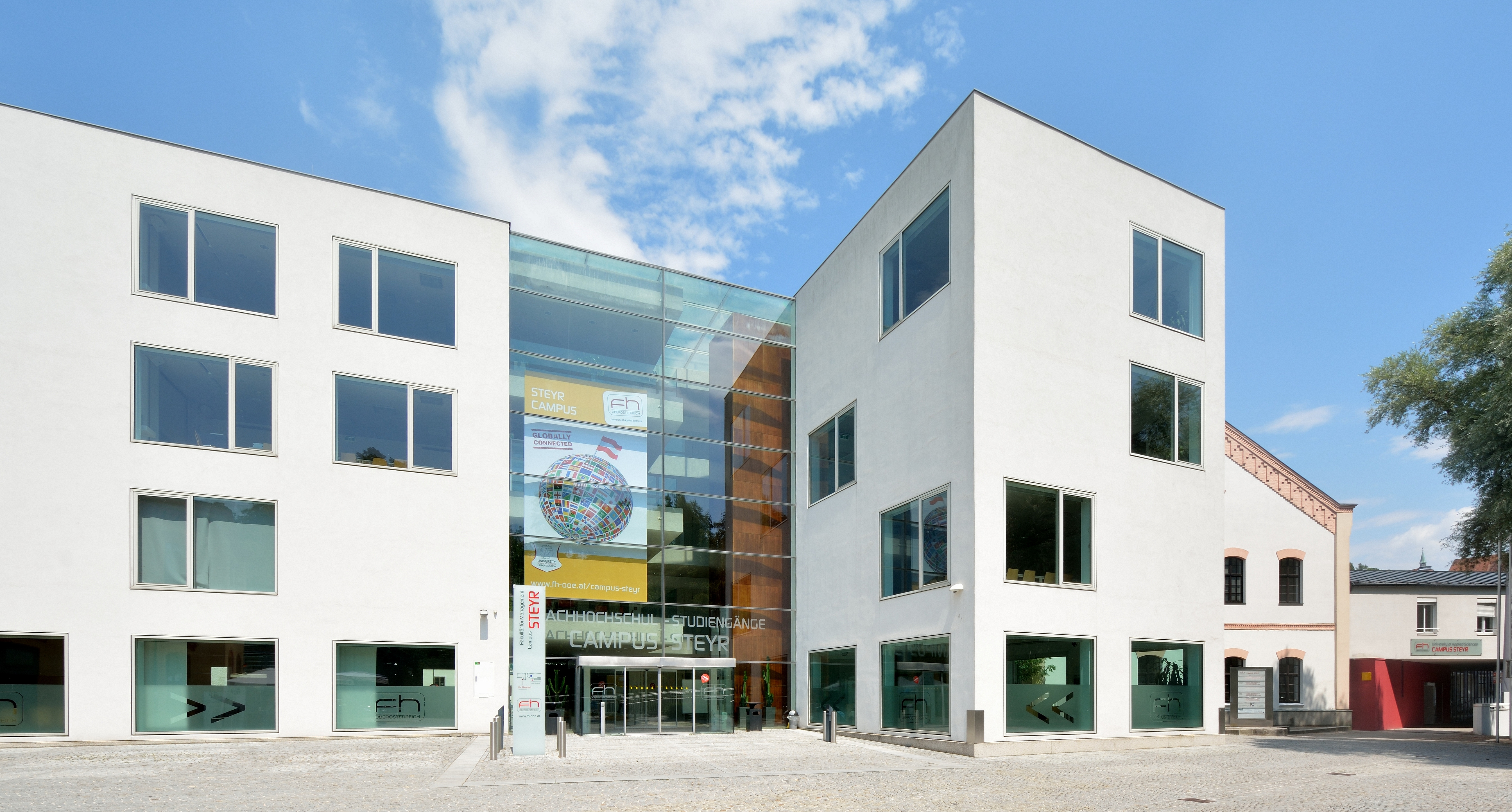
FH OÖ Campus Steyr

Der FH OÖ Campus Steyr ist Sitz der Fakultät für Management, an der folgende Studiengänge laufen:
Bachelor-Studiengänge: Controlling, Rechnungswesen und Finanzmanagement, Global Sales and Marketing, Internationales Logistikmanagement, Marketing und Electronic Business, Smart Production und Management sowie Prozessmanagement und Business Intelligence
Master-Studiengänge: Controlling, Rechnungswesen und Finanzmanagement, Digital Business Management, Digitales Transport- und Logistik-Management, Global Sales and Marketing, Operations Management sowie Supply Chain Management

### FH OÖ Campus Wels
Der FH OÖ Campus Wels ist Sitz der Fakultät für Technik & Angewandte Naturwissenschaften, an der folgende Studiengänge laufen:
Bachelor-Studiengänge: Agrartechnologie und Management, Angewandte Energietechnik, Automatisierungstechnik, Bauingenieurwesen im Hochbau, Bio- und Umwelttechnik, Electrical Engineering, Entwicklungsingenieur Maschinenbau, Innovations- und Produktmanagement, Intelligente Produktionstechnik, Lebensmitteltechnologie und Ernährung, Leichtbau und Composite-Werkstoffe, Mechatronik/Wirtschaft, Produktdesign und Technische Kommunikation, Verfahrenstechnische Produktion sowie Werkstoffwissenschaften und Fertigungstechnik
Master-Studiengänge: Angewandte Energietechnik, Anlagenbau, Automatisierungstechnik, Automotive Mechatronics and Management, Bauingenieurwesen im Hochbau, Bio- und Umwelttechnik, Electrical Engineering, Entwicklungsingenieur Maschinenbau, Innovation and Product Management, Lebensmitteltechnologie und Ernährung, Leichtbau und Composite-Werkstoffe, Mechatronik/Wirtschaft, Robotic Systems Engineering, Sustainable Energy Systems sowie Werkstoffwissenschaften und Fertigungstechnik

## Forschung und Entwicklung
Neben der Ausbildung führt die FH auch Forschungs- und Entwicklungsprojekte durch. Die FH OÖ Forschungs- & Entwicklungs GmbH verfügte im Jahr 2019 an den Standorten Hagenberg, Linz, Steyr und Wels über 244 wissenschaftliche Mitarbeiter. Im Jahr 2019 betrug der F&E-Umsatz 20,88 Mio. Euro bei 546 laufenden Projekten. Es gab in diesem Jahr 487 wissenschaftliche Publikationen.
An den 4 Fakultäten wurden insgesamt 17 Forschungsschwerpunkte aufgebaut:
- Angewandte Sozialwissenschaften & Non Profit Management
- Automatisierungstechnik und Simulation
- Controlling, Rechnungswesen und Finanzmanagement
- Digital Business
- Energie und Umwelt
- Global Business Management
- Informations- und Kommunikationssysteme
- Innovations- und Technologiemanagement
- Leben im Alter
- Lebensmittel- und Biotechnologie
- Logistikum
- Medien- und Wissenstechnologien
- Medizintechnik
- Mess- und Prüftechnik
- Produktion und Operations Management
- Software Technologie und Anwendungen
- Werkstoff- und Produktionstechnik

Ebenfalls wurden von der FH OÖ sechs interdisziplinäre Center of Excellence analog zu den Aktionsfeldern des strategischen Programmes „Innovatives OÖ 2020“ (Industrielle Produktionsprozesse, Energie, Gesundheit/alternde Gesellschaft, Lebensmittel/Ernährung und Mobilität/Logistik) der oberösterreichischen Landesregierung definiert:
- Smart Production
- Medizintechnik
- Energie
- Lebensmittel
- Automotive & Mobility
- Logistik

Im Center of Excellence für Automotive & Mobility arbeiten die Forscher an Fragen der Mobilität von Menschen und Gütern unter Beachtung von Nachhaltigkeitsaspekten, das Zentrum für Logistik befasst sich unter anderem mit der Echtzeitvisualisierung von Wertschöpfungsnetzwerken.
Die FH OÖ ist Mitglied der österreichischen Plattform Industrie 4.0. Mit der Plattform Industrie 4.0 kooperiert die FH OÖ rund um den „Digital Check“ (Reifegradmodell Industrie 4.0), der gemeinsam mit dem oberösterreichischen Mechatronik-Cluster entwickelt wurde und der Unternehmen bei der Bestimmung ihres digitalen Reifegrades unterstützen soll.

## Internationales
Die FH Oberösterreich ist Mitglied in einem globalen Netzwerk mit 250 Partnerhochschulen. 2019 absolvierten insgesamt 743 Studierende der FH Oberösterreich ein Austauschsemester und 541 Studierende aus dem Ausland verbrachten ihr Auslandssemester an der FH OÖ. Des Weiteren gab es im Studienjahr 2019/2020 insgesamt 11 englischsprachige Studiengänge (2 Bachelor- und 9 Master-Studiengänge) und 793 internationale Regulärstudierende.
Seit 2008 ist die FH Oberösterreich Mitglied der European University Association (EUA), seit 2009 der International Association for University Presidents (IAUP).
An der FH OÖ gibt es so genannte Student Ambassadors, welche an der Fachhochschule Oberösterreich studieren und in ihrem Heimatland Werbung für die FH OÖ machen sowie internationale Bewerber unterstützen und für Fragen zur Verfügung stehen sollen.

## Weiterbildung
Das Center of Lifelong Learning (COL³) bietet berufsfeldbezogene Aus- und Weiterbildungsangebote. Seit 2020 gibt es auch die Möglichkeit, den Studienbefähigungslehrgang in Form eines Online-Intensivkurses zu absolvieren.

## Personen
- Eva-Maria Holzleitner, Wissenschaftsministerin, war 5 Jahre lang Mitarbeiterin der FH Oberösterreich